# جعفرآباد (خلخال)
جعفرآباد یکی از روستاهای استان اردبیل است که در دهستان خورش رستم جنوبی، بخش خورش رستم شهرستان خلخال واقع شده‌است. طبق سرشماری سال ۱۳۹۵، این روستا دارای ۴۸ خانوار و ۱۱۹ نفر جمعیت بوده است 